# 甲午改革
甲午改革（こうごかいかく）は、1894年（干支で甲午）から1895年にかけて大日本帝国の指導の下で行われた朝鮮の開化派を中心とした保護国状態の李氏朝鮮における近代化国内改革。
大日本帝国から国内改革を要求された当初は朝鮮国王高宗は改革を拒んだものの、後に拒否したのは閔族及び清の李鴻章や袁世凱等によるもので自身の意志ではないとして許可をし、金弘集政権が誕生する。急進的な改革だと守旧派は反対したが、租税の金納化、通貨改革、身分差別の撤廃、刑罰の縁坐制と拷問の廃止など数々の改革を行った。しかし、1895年4月に三国干渉後に朝鮮半島で王妃の閔妃を中心に親露派の力が強まると、開化派政権の内務大臣だった朴泳孝は同年8月に彼女から謀反の疑いをかけられ、日本に亡命する。その後は閔妃主導の親露派の内閣が生まれ、改革は停滞したものの、同年10月8日に閔妃が殺害（乙未事変）されると改革再開(乙未改革)された。1895年から1896年にかけて行われた乙未改革も甲午改革の一部とし、1894-1896年の改革全体を「甲午改革」と呼ぶこともある。甲午更張（갑오경장）とも呼ぶ。1896年2月11日、高宗が親露派によってロシア公使館に逃亡して露館播遷が起こすと、親露派の新内閣を成立させて乙未改革における近代化を停滞させた。これは、朝鮮半島を巡る日露戦争、李氏朝鮮を保護国方針から併合へする方向への転換へと繋がった。

## 概要
朝鮮では各地で乱が続いていた。1894年に甲午農民戦争が起こり、朝鮮の力が及ばず清に救援を要請し、清は朝鮮出兵を決め天津条約に基づき日本に朝鮮への出兵を申告したものの、その中で清は朝鮮を属領と称しており、朝鮮を独立国としてみる日本には到底看過できないものであった。日本はこの機に独立問題を何とかせんがため漢城（現、ソウル特別市）に朝鮮公使として大鳥圭介を送り、また邦人を護衛するために済物浦条約第五款に基づき護衛兵も日本公使館のある京城に出兵した (なお、日本と朝鮮との間には、「護衛兵派遣ノ権利保留ニ関スル往復」も存在した)。6月28日、大鳥公使は朝鮮政府に独立国であるか否かを問うたところ、6月30日に朝鮮政府は独立国であると回答した。日本は朝鮮の恒久的安定を得んがため、以下ような朝鮮内政改革案を6月28日に閣議決定し、これを機密命令として大鳥公使に送り、7月3日、5か条の改革案を以て朝鮮に内政改革を切に求めた。

日本は嘗て朝鮮との旧交隣好を重んじ、且つ東亜の大局に鑑み他国に率先して修好条約を締結し、朝鮮が一個の独立国なることを列国に明かにした。然るに朝鮮は徒らに旧章を墨守して未だ宿弊を除去せず、内乱相次いで起り、竟（）に自主独立の基礎を破壊し、屢屢（）累を隣邦に及ぼし、延いて東亜大局の平和を乱さんとする恐れあるに至った。斯くの如きは我国が隣邦の情誼に於ても、又た自衛の道に於ても拱手傍観する能はざる所である。因て朝鮮政府は秕政改革の道を講じ速に自主独立の実を挙げ、王国の栄光を永遠に維持する長計を講ずべし。

- 一、官司の職守を明かにし、地方官吏の情弊を矯正すべし
- 一、外国交渉の事宜を重んじ、職守其人を撰ぶべし。
- 一、裁判を公正にすべし。
- 一、会計出納を厳正にすべし。
- 一、兵制を改良し、警察の制を設くべし。
- 一、幣政を改定すべし。
- 一、交通の便を起すべし。

その後、7月9日に日本の要求は受け入れられ、朝鮮国王は「己れを罪する」の詔「改革に関する国王の勅諭」を発布し、7月10日には「校正廳設置に関する勅諭」が発布され、申正煕・金宗漢・曹寅承を挙げて改革委員に任じて、日本公司は以下の細かい改革案を提示し、改革の協議が始まった。

第一条　中央政府の制度より地方制度に至るまで適宜改革を加へ人材を選抜すべき事、

一、有司百官の職制を申明する事、

一、凡そ内治外交の機務は之を議政府に統括し、掌理は故の如くにして、六曹判書は責を分ち職に当り、世道を革め権限は旧例に依る、

一、宮廷の庶務は治國の庶政と劃然區別し、所属の諸官吏は概ね一切の國政に關係す可からず、

一、各外國交渉通商の事は關係重大なるを以て、宜く之を慎み重責の大臣を挙げて之を掌らしむべし、

一、官衙にして政令を行ふに必要なるものは之を存すべく、有名無実の官廳は之を廃すべし、其他各署を合併し務めて煩を去り簡に就くべし、

一、現定せる州府郡縣の治境は其數過多なるが如し、適宜合併して務めて其數を減じ冗費を省略すべし、但治理に妨げ無き様注意を要す、

一、大小の官吏職任を分司して必ず缺く可からざる者のみ之を存し、虚設の冗員は概ね裁汰すべし、

一、歴行格式成例を廃除して、廣く人材を挙ぐるの途を開くべし、

一、物を納めて官を授くるは弊生じ易し、之を嚴禁すべし、

一、大小の官吏の俸禄は時宜を参酌し、明かに額數を定めて生を営み廉を養ふに足らしむべし、

一、大小の官吏錢物賄賂を索取するの悪習は法章を設けて嚴禁すべし、

一、大小の官吏並に地方官私を営むの弊は、法章を設定して嚴に矯正すべし、

第二条　財政を整へ富源を開くべき事、

一、國家出入の財賦は審査明確にして制度を明かにすべし、

一、会計出納の政務は嚴明正準なるべし、

一、速かに貨幣の制度を改定すべし、

一、各道の田畓は數額を明にし、租賦の率を改定すべし、

一、各種租税の法を改定し、併せて税源を開くべし、

一、支款の甚だ緊要ならざる者は概ね減省し、其進款の増すべき者は力めて請求すべし、

一、官道通衢を平坦広闊にし、京城開港塲間には鐵道を布設し、各道州府縣鎮には電線を通じて往來を利し消息を便にすべし、

一、各開港塲の税関は一切の事務朝鮮國自ら管理して、他に干預せしむ可からず、

第三条　法律及び裁判の法を整頓すべき事、

一、現定の法律時宜に適せざる者は概ね革罷し、時宜を参酌して別に法章を定むべし、

一、裁判の法を改正して司法の公正を申明すべし、

第四条　速に兵備警察を整理し、國内の變亂を鎮め、併せて國家の安寧を保持すべき事、

一、士官を養成すべし、

一、従來の水陸兵は概ね裁革し、財力の許す限り新式の軍隊を増設すべし、

一、警察の設けは最も緊要なるを以て、京城を初め各邑に衙署を分設し章程を嚴定すべし、

第五条　一般の學政を約定すべき事、

一、一般の學政は時宜を参酌して改正し、各地方に小學校を分設し童幼を教養すべし、

一、小學の設け漸次緒に就かば進みて中學大學を設くべし、

一、生徒中の俊秀なる者を選抜して、外國に分遣留學せしむべし、

7月16日に朝鮮政府は大体を了承すると大鳥公使に返答したが、大鳥公使が朝鮮政府に公文を要求したところ、朝鮮政府は7月18日、大鳥公司に対し以下のように伝えた。

内政改革は既に数年来自らその必要を咸じてゐる所であるから日本政府の勧告に異議はないけれども、今、日本政府が強大の兵力を京城に駐屯せしめ、厳に改革実行の期限を促すが如きは遂に内政干渉の嫌ひなき能はず。此際日本政府に於て先づその軍隊を撤退し、且つ内政の改革に関する公然の照会を撤囘せらるるならば、朝鮮は必ず自ら改革の実を挙げ、日本政府の好意を謝すべし

しかし、清が「清兵の大挙して入韓すべき」を声立して朝鮮政府を脅し日韓間の交渉を妨害していたことが発覚したため、7月19日に日本は朝鮮政府に、清兵の撤去と朝鮮の独立に抵触する清韓間条約の破棄を求めた (なお、清に対して、日本は当初から日清両国の助力による朝鮮改革を求めていたが、清は拒絶していた)。回答期限の過ぎた7月23日に京城へ向かった所、朝鮮兵との戦闘が起き、日本軍が景福宮を占領し、開化派を中心とした金弘集政権が誕生する。朝鮮国王高宗は改革を拒んだのは妻の一族である閔族( 外戚)及び清の李鴻章や袁世凱等の意見によるもので国王の意志ではないとし、7月24日に「新政の勅諭」「大院君に政務委任の勅諭」「閔族処刑の勅諭」を下した。

### 流刑処罰された閔族
高宗による「閔族処刑の勅諭」に基づき、以下の六人の閔族が流罪の刑に処された。
- 遠悪島安置　閔泳徽
- 遠悪島安置　前統制使　閔炯植
- 絶島定配　江華留守　閔応植
- 遠悪地定配　開城留守　金世基
- 遠地定配　慶州府尹　閔致憲
- 遠地定配　洪淳愨

7月27日に改革の中心機関として軍国機務処が設置され、次のような改革が進められた。
1. 中国の年号の使用を止め、開国紀年に変更。
2. 宮内府と議政府の分離。
3. 六曹（吏曹、戸曹、礼曹、兵曹、刑曹、工曹）を八衙門（内務、外務、度支（財務）、軍務、法務、学務、工務、農商務）に再編。
4. 科挙の廃止。
5. 封建的身分制の廃止。
6. 奴婢、白丁の廃止。
7. 人身売買禁止。
8. 拷問廃止。
9. 罪人連座法廃止。
10. 早婚禁止。
11. 寡婦の再婚を許諾。
12. 財政改革。
13. 租税の金納化。
14. 通貨の銀本位制。
15. 度量衡の統一。

12月には軍国機務処が廃止され、甲申政変に失敗して日本に亡命していた朴泳孝が内務大臣となり、引き続き次のような改革が進められた。
1. 議政府を内閣とし、近代的な内閣制度を導入。
2. 洪範14条の発布。
3. 八道を二十三府制に変える地方制度改革。
4. 税制制度改革。
5. 近代的な警察・軍事制度の確立。
6. 司法制度の近代化。

ところが、1895年5月に政権内部の対立で、金弘集内閣が崩壊する。朴泳孝は次の朴定陽内閣でも内務大臣となるが、三国干渉の結果、朝鮮での日本の影響力が弱まり、王妃の閔妃を中心に親露派の力が強まった。朴泳孝は8月に謀反の疑いをかけられ、また日本に亡命する。その後は親露派の内閣が生まれ、改革は停滞することとなった。
改革は10月8日に閔妃が殺害（乙未事変）された後、乙未改革に引き継がれる。

## 内閣

### 校正庁
校正庁の任命は以下の通り。
- 校正庁総裁官
  - 申応朝　領事府
  - 沈舜沢　領議政
  - 金弘集　判府事
  - 金炳始　領敦寧府
  - 趙乗世　左議政
  - 鄭範朝　右議政
- 同堂上官
  - 金永寿　戸曹判書
  - 朴定陽　戸曹判書
  - 閔泳奎　兵曹判書
  - 申正熙　捕盗大将
  - 李裕承　宣恵堂上
  - 金晩植　宣恵堂上
  - 尹甲求　宣恵堂上
  - 趙鐘弼　宣恵堂上
  - 沈相薫　宣恵堂上
  - 朴容大　外務協弁
  - 李容植　外務協弁
  - 魚允中　改革委員
  - 金宗漢　改革委員
  - 曹寅承　改革委員
  - 金思徹　日本弁理大臣
- 同郎庁 (事務官)
  - 金班鉉
  - 鄭寅杓

### 政府新役員
- 海陸軍進明大院君前
- 兵曹判書　金鶴鎮
- 外務協弁　金嘉鎮
- 江華府留守　金允植
- 親軍壮衞使　趙羲淵
- 摠禦使兼経理使　李鳳儀
- 機器局幇弁　権濚鎮
- 錬武公院参理　金鶴羽
- 外務参議　兪吉濬
- 外務参議　朴俊陽
- 全羅道監司　朴斉純
- 春川府留守　李奎奭
- 右捕盗庁大将　安駉寿
- 左捕盗庁大将　李元会
- 統衛使　申正熙
- 副衛営副領官　禹範善
- 承政院承旨　李源兢

### 軍国機務所会議
- 総裁　領議政　金弘集
- 委員
  - 内務督弁　朴定陽
  - 金允植[6]
  - 魚允中[6]
  - 内務協弁　金宗漢
  - 外務協弁　金嘉鎮
  - 内務参議　鄭教源
  - 内務参議　朴準陽
  - 外務参議　兪吉濬
  - 李允用[6]
  - 工曹参議　李応翼
  - 機器局幇弁　権濚鎮
  - 戸曹判書　閔泳達
  - 壮衛使　趙羲淵
  - 右捕盗大将　安駉寿
  - 右捕盗大将　李源兢
  - 副護軍　徐相潗
  - 副護軍　金夏英
  - 錬武公院参理　金鶴羽
  - 前主事　張博[6]
  - 前司事　柳正秀[6]
- 書記
  - 呉世昌[6]
  - 金仁植
- 員外書記
  - 塩川一太郎[6]

### 二府八衙門の官制後
- 総理大臣　金弘集
- 内務大臣　閔泳達
- 度支大臣　魚允中
- 工務大臣　徐正淳
- 軍務大臣　李圭遠
- 警務使　安駉寿
- 宮内府大臣　李載冕
- 外務大臣　金允植
- 法務大臣　尹用求
- 学務大臣　朴定陽
- 農商大臣　厳世永

## 背景と評価
もともと日本政府は江華島条約（日朝修好条規）で朝鮮の独立を世界で一番早く認めていた（というより、朝鮮が清朝の冊封体制から脱却し独立国となることを望んでいた）が、朝鮮の宗主国である清朝政府によって干渉、妨害され改革が進んでいなかった。
当時（日本の明治維新頃から）の李氏朝鮮王朝では興宣大院君派と閔妃派の間で激しい宮廷権力闘争が繰り広げられ、更に、それとはまた別な次元で、事大主義派と開化派との間の権力闘争が相俟って、混乱は複雑な様相を呈していた。壬午事変（1882年）後、興宣大院君が清へ連れ去られるというようなことが起きたりした。更に閔妃をはじめとする閔氏一族は、それまでの親日派政策（開化派）から冊封体制の宗主国である清への事大主義政策へと方向転換していた。
そのような朝鮮開化に対する清朝政府の干渉、妨害による近代化への遅れは開化派の突出行動を生み、甲申政変が起きる一因ともなった。甲申政変後、開化派が粛清される過程で、福澤諭吉らは朝鮮王朝の中華思想、小中華思想への固執に処し難いものを知り「脱亜論」を展開した。
そうこうしてるうちに、日清戦争が起き日本が清を破ったので、高宗は開化への障害となる清の圧力が日本軍の武力によって排除されたと判断し、開化派の主張を受け入れ、日本の明治維新の経験（身分制度撤廃、人材登用、司法制度等）から学び、以下、それまで清朝政府に半強制されていた律令制度文化（奴婢、白丁などの賤民制度、身分制度は律令制度の特徴である）等の悪弊、つまりは途方もない旧弊である中華思想の悪弊から脱却せんと改革案を断行したものである。
この改革における日本の影響と、朝鮮の近代化に与えた影響の程度について、歴史家の間で議論が続いている。
甲午改革は日本の明治維新に似ており、次のような強烈な改革をもたらした。
1. 朝鮮は主権国となる。清との宗属関係を廃止し、完全に独立する。
2. 国王は単独で（両班によらず）施政を行う。
3. 才能ある者は教育の機会を与えられる。
4. 軍隊は素性によらず、徴兵によって築かれる。
5. 人材は門地によらず実力登用とする。
6. 革の加工とそれに関わる者は賎業とは見なされない。
7. 奴隷制及び身分制の廃止。

当時、李氏朝鮮の支配はロシア帝国、日本、アメリカ合衆国といった朝鮮への影響力を競う外部からの開国、改革、近代化といった強い圧力にさらされていた。甲午改革は主として、親日派官僚集団によって行われた。
この後、三国干渉が起きるが、それを重視した朝鮮王朝では親露派の威勢が強くなり、またもや事大主義が朝鮮王朝を席巻し、業を煮やした日本政府により親露派の首魁であった閔妃が殺害されるなど事態は悪化の一途を辿った。最終的には妻である閔妃を殺害され、自身も殺されそうになった高宗が日本政府に恐怖・失望し、露館播遷を行いロシア帝国の保護下に入ったことによってこの改革は無に帰すことになる。
そのような経緯を見れば、この甲午改革は朝鮮王朝や朝鮮民衆の近代化への意思にもとづく自発的改革ではなく、日清戦争の勝者である日本からの軍事的な圧力を穏便にやり過ごそうとした事大主義によるものであることを示していることが明らかである。